# Civitella dei Conti
Civitella dei Conti è una frazione del comune italiano di San Venanzo, nella provincia di Terni, in Umbria.
Sono residenti 40 abitanti.

## Geografia fisica
La frazione è situata all'estremità nord-orientale del territorio comunale di San Venanzo, ubicata su di una collina ai piedi della quale scorrono tre importanti corsi d'acqua: il torrente Calvana a sud (e che vi giunge tramite la gola che porta il suo nome), il torrente Fersinone a nord, ed il fiume Nestore, il quale lambisce la collina a nord-est ed accoglie le acque dei due torrenti già nominati. I tre corsi d'acqua formano inoltre un triangolo che segna anche il confine con il territorio comunale di Marsciano.
Civitella dei Conti dista circa 5 km dal capoluogo comunale e poco più di 65 km da Terni.

## Storia
Il borgo è stato fondato tra il XIII e il XIV secolo, con la costruzione del castello di proprietà dei Fodivoli, o Fordivoglia. Civitella dei Conti aveva la primigenia denominazione di Civitella della Montagna, poi mutata in Civitella di Manno e, infine, nell'attuale toponimo. A lungo conteso dai Monaldeschi di Orvieto, fu possedimento dei conti di Marsciano, i quali dotarono il borgo di uno statuto (1529), prima di finire in mano agli orvietani.
Dopo essere stato governato dai Saracinelli fino al XVIII secolo, ritornò sotto Marsciano nel periodo della dominazione napoleonica e divenne frazione di San Venanzo dopo il 1816, in seguito alla nuova ripartizione territoriale dello Stato Pontificio effettuata da papa Pio VII.

## Monumenti e luoghi d'interesse

### Architetture religiose
La chiesa di San Michele arcangelo è stata per molti secoli la chiesa parrocchiale di Civitella dei Conti. Incerto il periodo di costruzione, sappiamo tuttavia che svolse la funzione di parrocchia almeno dal 1573, anno dal quale ha inizio la documentazione rinvenuta presso lo stato civile del comune di San Venanzo. All'interno sono conservati due pale d'altare risalenti al XVIII secolo, oltre che una copia del San Michele arcangelo di Guido Reni.
Sono documentati a Civitella dei Conti altri due edifici religiosi: la chiesa di San Giovanni, documentata nel 1355, e la chiesa di Santa Maria dell'Oliveto, detta anche "di Cicciano", dal nome di un castello qui situato di proprietà della Famiglia Nucci (oggi borgo Case Nucci). Quest'ultima è ricordata sin dal XIII secolo come possedimento del monastero di San Pietro di Perugia, che cedette la chiesa nel 1785 alla famiglia Nucci, importanti proprietari terrieri che hanno molte terre a Civitella dei Conti. La Famiglia Nucci è ancora oggi residente a Civitella dei Conti e gestisce l'attività ricettiva Case Nucci.

### Il castello medievale
Il castello di Civitella de' Conti risale al XIV secolo, e serviva ai conti Bulgarelli di Marsciano per osservare l'eventuale arrivo dei nemici, quindi di scopo difensivo. Della struttura originaria sopravvivono il torrione, buona parte delle mura perimetrali e le carceri sotterranee.

## Società

### Tradizioni e folclore
A Civitella dei Conti viene festeggiata la Madonna dei Bagni ogni seconda domenica dopo Pasqua. La prima domenica di ottobre si svolgono invece le festività in onore del santo patrono (san Michele arcangelo).